# Nectandra patens
Nectandra patens là loài thực vật có hoa trong họ Nguyệt quế. Loài này được (Sw.) Griseb. miêu tả khoa học đầu tiên năm 1860.